# Euscorpius deltshevi
Espèce
Euscorpius deltshevi est une espèce de scorpions de la famille des Euscorpiidae.

## Distribution
Cette espèce se rencontre dans le Grand Balkan en Bulgarie dans les oblasts de Sofia, de Pernik, de Vidin, de Montana, de Vratsa, de Pleven, de Lovetch, de Veliko Tarnovo, de Roussé, de Targovichté, de Choumen, de Sliven et de Yambol et en Serbie vers Nišava.

## Description
Le mâle holotype mesure 33,00 mm et la femelle paratype 35,40 mm.

## Étymologie
Cette espèce est nommée en l'honneur de Christo Deltshev.

## Publication originale
- Fet, Graham, Webber & Blagoev, 2014 : Two new species of Euscorpius (Scorpiones: Euscorpiidae) from Bulgaria, Serbia, and Greece. Zootaxa, no 3894, p. 83-105.